# بایینا باشتا
بایینا باشتا (به صربی: Bajina Bašta) یک شهرستان در صربستان است که در ناحیه زلاتیبور واقع شده‌است. بایینا باشتا ۲۵۷ متر بالاتر از سطح دریا واقع شده‌است.